# Michael Lang (producteur)
Pour les articles homonymes, voir Michael Lang (homonymie) et Lang.
Michael Lang, né le 11 décembre 1944 à Brooklyn (New York) et mort le 8 janvier 2022 dans la même ville, est un producteur de musique américain.

## Biographie
En 1967, Michael Lang déménage à Coconut Grove, en Floride, pour ouvrir une boutique. En 1968, il organise un festival de musique à Miami le 18 mai. 25 000 personnes viennent voir Jimi Hendrix, The Mothers of Invention, John Lee Hooker, Arthur Brown et Blue Cheer. En 1969, il rencontre Artie Kornfeld à New York et avec lui, John Roberts et Joel Rosenman, organise le Festival de Woodstock. Il participe également à l'organisation du Festival d'Altamont.
Dans le film Hôtel Woodstock d'Ang Lee sorti en 2009, il est interprété par Jonathan Groff.
Dans les années 1970 et 1980, il est le manager de Joe Cocker.
Il organise le Festival de Woodstock 1994 et le Festival de Woodstock 1999 de sinistre mémoire, et doit renoncer en 2019 à un nouveau festival Woodstock.